# Wilhelm Siegmund Teuffel

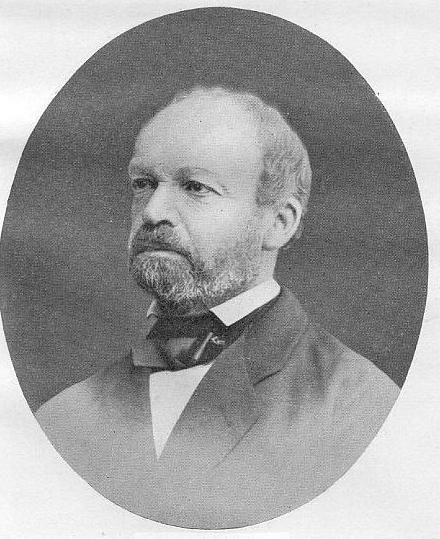
Wilhelm Siegmund Teuffel

Wilhelm Siegmund Teuffel (27 september 1820, Ludwigsburg (stad), Koninkrijk Württemberg – 8 maart 1878, Tübingen, Koninkrijk Württemberg/Duits Keizerrijk) was een Duitse klassiek historicus en klassiek filoloog. Hij staat vooral bekend als de schrijver van de Geschichte der römischen Litteratur, maar was eerder ook de redacteur van de oorspronkelijke Realencyclopädie der classischen Altertumswissenschaft na het overlijden van August Pauly. De indeling van het klassieke Latijn in een gouden en een zilveren eeuw is ook van zijn hand; nadere indelingen komen van latere schrijvers. Teuffel was het merendeel van zijn leven werkzaam aan de Eberhard-Karls-Universiteit te Tübingen. Zijn onderzoeksvelden waren de literaturen van het Oude Griekenland en het Oude Rome, en later ook van Duitsland.

## Levensloop
Als zoon van de arts Andreas Teufel werd Wilhelm Siegmund Teuffel geboren in Ludwigsburg, Koninkrijk Württemberg (nu Baden-Württemberg). Op jeugdige leeftijd begon hij zijn naam al met twee f'en te spellen. Zijn moeder overleed in 1821 en nadat zijn vader in 1829 overleed, zond zijn stiefmoeder hem naar een weeshuis in Stuttgart. In die stad werd hij leerling aan het koninklijk gymnasium. Hij begon aan zijn studie evangelische (protestantse) theologie aan het seminarie te Bad Urach in 1834, waarna hij vier jaar later verderging naar de universiteit van Tübingen. Hier vierden de kritiek van Ferdinand Christian Baur en de hegeliaanse filosofie hoogtij. Teuffel had in de tussentijd een interesse ontwikkeld voor de Griekse en Latijne literatuur. In 1840 nam hij met studiën over Horatius deel aan een prijsvraag, waaruit meerdere publicaties voortkwamen. In de herfst van 1842 doorstond zijn theologisch examen en in 1843 promoveerde hij in de doctorsgraad aan de filosofische faculteit met zijn studiën over Horatius.
Aanvankelijk werkte Teuffel na zijn studie als vicaris in de omgeving van Stuttgart, maar dit ging hem meer tegenstaan. Na een studiereis in 1844 door Noordduitsland maar grotendeels in Berlijn, habiliteerde met een habilitatieschrift over keizer Julianus en werd privaatdocent. Vanaf het zomersemester van 1845 begon hij te Tübingen te doceren en in de zomer van datzelfde jaar raakte hij betrokken bij de uitgave van Pauly's Realencyclopädie.
August Pauly liet het eerste boekdeel zijner Realencyclopädie der classischen Altertumswissenschaft (de "Oer-Pauly") in 1839 het licht zien, maar kwam in 1845 te overlijden. Ernst Christian von Walz en Teuffel namen het redacteurschap over, maar Walz moest deze taak in 1847 om gezondheidsredenen grotendeels neerleggen. Het zesde en laatste deel van de oude serie kwam in 1852 uit. Teuffel had tevens verscheidene artikelen bijgedragen. Van 1864 tot en met 1866 hield hij op verzoek van drukkerij Metzler zich bezig met een nieuwe bewerking van het eerste deel. Door de grote aanwas aan kennis verscheen de nieuwe versie in twee banden. Verdere bewerkingen stonden nog niet op de agenda.
In 1847 kwam de klassiek-filologische leerstoel in Tübingen vacant te staan. Teuffel dong mee, maar de benoeming ging naar Albert Schwegler. Teleurgesteld ging Teuffel als hulpleraar aan het koninklijke gymnasium doceren. Uiteindelijk werd hij op 19 juli 1849 benoemd tot buitengewoon hoogleraar klassieke filologie aan de Eberhard-Karls-Universiteit te Tübingen.
Teuffel was vanaf 1857 gewoon hoogleraar in de archeologische leerstoel te Tübingen. In 1875 werd hij ridder in de Württembergse kroonorde en aldus in de adelstand verheven. Hij overleed in 1878 op zevenenvijftigjarige leeftijd en liet een vrouw en vijf kinderen na. Hij was een zwager van Carl von Etzel, spoorwegingenieur.
Geschichte der römischen Litteratur (1870) wordt als zijn belangrijkste werk gezien. Hiermee heeft Teuffel de begrippen gouden en zilveren eeuw met ruwweg hun huidige lading ingevoerd voor de Latijnse letterkunde, een verdeling die gebaseerd is op de politieke context in plaats van op stilistische eigenschappen. Verdere specificaties in de periodisering zijn door latere auteurs aangebracht. Ook de opvatting dat na de gouden eeuw verval intrad, is niet afkomstig van hem maar voornamelijk van Britse schrijvers zoals Charles Thomas Cruttwell, die onder invloed van Gibbon waren. Teuffel heeft de eerste drie edities verzorgd. De uitgever, Wilhem Wagner, deed al in 1873 een Engelse vertaling verschijnen, maar de huidige Engelse vertaling Teuffel's History of Roman Literature is door George Charles Winter Warr, uitgegeven van 1891 tot 1892 en gebaseerd op de vijfde Duitse editie bewerkt door Ludwig Schwabe uit 1890; Schwabe had in 1882 de vierde editie uitgebracht. De Duitse kent inmiddels een zesde editie door Wilhelm Kroll en Franz Skutsch, van 1910 tot en met 1913 uitgebracht. De Encyclopædia Britannica (11de ed.) kraakt de stijl, maar stelt dat het werk vooral om de bibliografische informatie essentieel is voor de student. De Oxford Classical Dictionary van 1996 noemt Warrs vertaling nog steeds nuttig voor details.
Ook zijn werken over klassieke auteurs als Aeschylus (teksteditie van de Perzen), Aristophanes (teksteditie van de Wolken), Juvenalis, Persius, Publius Cornelius Tacitus en Sallustius stonden lang in hoog aanzien. Met name voor de Duitse ouderdomskunde had zijn werk een toonaangevende betekenis gedurende de negentiende eeuw.